# Алфея
Алфе́я (Алте́я или Алта́йя, др.-греч. Ἀλθαία) — в греческой мифологии — дочь Фестия и Евритемиды (или Левкиппы), жена Ойнея, мать Токсея, Тирея, Климена, Горги, а также (от Ойнея либо Диониса) Деяниры и (от Ойнея либо Ареса) Мелеагра. Упомянута в «Илиаде» (IX 555). Считалась красавицей.
По версии, когда Дионис был гостем Ойнея, он полюбил Алфею. Ойней ушёл из города, сделав вид, что для совершения священнодействия, Алфея же родила от Диониса Деяниру, за гостеприимство Дионис подарил Ойнею лозу.
В одну ночь с Алфеей возлегли Ойней и Арес, родился Мелеагр. Когда он родился, появились три мойры и пропели его судьбу: Клото — что он будет благороден, Лахесис — что храбр, Атропос — что будет жить, пока не сгорит головня, пылавшая в это время в очаге. Тогда Алфея потушила головню и зарыла её (или спрятала в ларец).
Мелеагр, став взрослым, принял участие в Калидонской охоте, после которой, в запальчивости, он убил своего дядю, брата Алфеи, Плексиппа (либо нескольких братьев). Гомер описывает войну куретов и этолян, последовавшую за этим.
Мстя за смерть брата, Алфея достала из ларца головню, от которой зависела жизнь Мелеагра и бросила её в огонь, умертвив тем самым своего сына. Впоследствии Алфея, охваченная раскаянием, покончила жизнь самоубийством. По другой версии, Мелеагр погиб в сражении, а Алфея повесилась.
Действующее лицо трагедии Фриниха «Плевронянки» и пьес о Мелеагре.
В честь Алфеи назван астероид (119) Алфея, открытый в 1872 году, а также алтей — род многолетних растений семейства Мальвовые.